# 4e cérémonie des Chicago Film Critics Association Awards
La 4e cérémonie des Chicago Film Critics Association Awards, décernés par la Chicago Film Critics Association a récompensé les films réalisés dans l'année 1991.

## Palmarès

### Meilleur film
- Le Silence des agneaux (Silence of the Lambs)

### Meilleur film en langue étrangère
- Le Château de ma mère de Yves Robert • (France)

### Meilleur réalisateur
- Jonathan Demme pour Le Silence des agneaux (Silence of the Lambs)

### Meilleur acteur
- Anthony Hopkins pour Le Silence des agneaux (Silence of the Lambs)

### Meilleure actrice
- Jody Foster pour Le Silence des agneaux (Silence of the Lambs)

### Meilleur acteur dans un second rôle
- Harvey Keitel pour Bugsy

### Meilleure actrice dans un second rôle
- Mercedes Ruehl pour The Fisher King : Le Roi pêcheur (The Fisher King)

### Acteur le plus prometteur
- Ice Cube pour Boyz N the Hood

### Actrice la plus prometteuse
- Juliette Lewis pour Les Nerfs à vif (Cape Fear)

### Meilleur scénario
- Ted Tally pour Le Silence des agneaux

### Meilleure photographie
- Barton Fink  – Roger Deakins

### Meilleur film en langue étrangère
- Un ange à ma table •  Nouvelle-Zélande

### Commitment to Chicago Award
- Irv et Essie Kupcinet